# Justin Kripps
Justin Kripps (Naalehu, Estados Unidos, 6 de enero de 1987) es un deportista canadiense que compite en bobsleigh en las modalidades doble y cuádruple.
Participó en cuatro Juegos Olímpicos de Invierno, obteniendo dos medallas, oro en Pyeongchang 2018, en la prueba doble (junto con Alexander Kopacz), y bronce en Pekín 2022, en el cuádruple (con Ryan Sommer, Cameron Stones y Benjamin Coakwell), el quinto lugar en Vancouver 2010 (cuádruple) y el sexto en Sochi 2014 (doble).
Ganó cuatro medallas en el Campeonato Mundial de Bobsleigh entre los años 2012 y 2019.

## Palmarés internacional
| Juegos Olímpicos   | Juegos Olímpicos             | Juegos Olímpicos  | Juegos Olímpicos |
| Año                | Lugar                        | Medalla           | Prueba           |
| ------------------ | ---------------------------- | ----------------- | ---------------- |
| 2018               | Pyeongchang (Corea del Sur)  | Medalla de oro    | Doble            |
| 2022               | Pekín (China)                | Medalla de bronce | Cuádruple        |
| Campeonato Mundial |                              |                   |                  |
| Año                | Lugar                        | Medalla           | Prueba           |
| 2012               | Lake Placid (Estados Unidos) | Medalla de bronce | Equipo           |
| 2017               | Königssee (Alemania)         | Medalla de plata  | Doble            |
| 2019               | Whistler (Canadá)            | Medalla de plata  | Doble            |
| 2019               | Whistler (Canadá)            | Medalla de bronce | Cuádruple        |